# Sannohe
Sannohe (三戸町, Sannohe-machi) est un bourg situé dans le district de Sannohe (préfecture d'Aomori), au Japon.

## Géographie

### Démographie
Sannohe comptait 11 271 habitants lors du recensement du 30 avril 2014.